# Liste der Naturdenkmale in Lichtenstein (Württemberg)
| Naturdenkmale | Anzahl |
| ------------- | ------ |
| FND           | 1      |
| END           | 14     |
| Gesamt        | 15     |

Die Liste der Naturdenkmale in Lichtenstein nennt die verordneten Naturdenkmale (ND) der im baden-württembergischen Landkreis Reutlingen liegenden Gemeinde Lichtenstein. In Lichtenstein gibt es insgesamt 15 als Naturdenkmal geschützte Objekte, davon 1 flächenhaftes Naturdenkmal (FND) und 14 Einzelgebilde-Naturdenkmale (END).
Stand: 1. November 2016.

## Flächenhafte Naturdenkmale (FND)
| Name                     | Bild | Kennung     | Einzelheiten | Position | Fläche Hektar | Datum        |
| ------------------------ | ---- | ----------- | ------------ | -------- | ------------- | ------------ |
| Heide Vorderes Sättele   | BW   | 84150920033 | Lichtenstein | ⊙        | 0,3           | 5. Nov. 2015 |
| Legende für Naturdenkmal |      |             |              |          |               |              |

## Einzelgebilde (END)
| Name                           | Bild | Kennung     | Einzelheiten | Position | Fläche Hektar | Datum         |
| ------------------------------ | ---- | ----------- | ------------ | -------- | ------------- | ------------- |
| Echazquelle                    |      | 84150920044 | Lichtenstein | ⊙        | 0,0           | 5. Nov. 2015  |
| Friedenslinde Holzelfingen     |      | 84150920040 | Lichtenstein | ⊙        | 0,0           | 5. Nov. 2015  |
| Friedenslinde Kirchplatz Honau |      | 84150920043 | Lichtenstein | ⊙        | 0,0           | 5. Nov. 2015  |
| Leimbergbuche                  | BW   | 84150920041 | Lichtenstein | ⊙        | 0,0           | 5. Nov. 2015  |
| Linde am Schafhaus             | BW   | 84150920036 | Lichtenstein | ⊙        | 0,0           | 5. Nov. 2015  |
| Linde Heerstraße               |      | 84150920042 | Lichtenstein | ⊙        | 0,0           | 5. Nov. 2015  |
| Mittelbarnlinden               | BW   | 84150920035 | Lichtenstein | ⊙        | 0,0           | 5. Nov. 2015  |
| Nebelhöhle                     |      | 84150920007 | Lichtenstein | ⊙        | 0,0           | 19. Dez. 1979 |
| Olga-Höhle                     |      | 84150920024 | Lichtenstein | ⊙        | 0,0           | 19. Dez. 1979 |
| Reißenbachquelle mit Linde     |      | 84150920037 | Lichtenstein | ⊙        | 0,0           | 5. Nov. 2015  |
| Signalbaum                     |      | 84150920039 | Lichtenstein | ⊙        | 0,0           | 5. Nov. 2015  |
| Tuffhöhle Honau                | BW   | 84150920045 | Lichtenstein | ⊙        | 0,0           | 5. Nov. 2015  |
| Tuffhöhle Rieger               | BW   | 84150920034 | Lichtenstein | ⊙        | 0,0           | 5. Nov. 2015  |
| Weidbuche Eichbühl             |      | 84150920038 | Lichtenstein | ⊙        | 0,0           | 5. Nov. 2015  |
| Legende für Naturdenkmal       |      |             |              |          |               |               |